# Superliga de Eslovaquia 1994-95
La Superliga de Eslovaquia 1994-95 fue la segunda edición de la Superliga eslovaca de fútbol. Participaron 12 equipos, y el Slovan Bratislava ganó su segundo campeonato. El goleador fue Róbert Semeník, del Dukla Banská Bystrica.

## Temporada regular
|    | Equipo                | PJ | PG | PE | PP | GF | GC | DG  | Pts |
| -- | --------------------- | -- | -- | -- | -- | -- | -- | --- | --- |
| 1  | Slovan Bratislava     | 22 | 15 | 6  | 1  | 45 | 16 | +29 | 51  |
| 2  | 1. FC Košice          | 22 | 11 | 5  | 6  | 42 | 28 | +14 | 38  |
| 3  | Dukla Banská Bystrica | 22 | 10 | 6  | 6  | 38 | 22 | +16 | 36  |
| 4  | Spartak Trnava        | 22 | 10 | 5  | 7  | 33 | 23 | +10 | 35  |
| 5  | DAC Dunajská Streda   | 22 | 10 | 5  | 7  | 27 | 22 | +5  | 35  |
| 6  | Inter Bratislava      | 22 | 8  | 6  | 8  | 28 | 34 | -6  | 30  |
| 7  | Lokomotíva Košice     | 22 | 9  | 2  | 11 | 34 | 43 | -9  | 29  |
| 8  | BSC JAS Bardejov      | 22 | 7  | 5  | 10 | 28 | 29 | -1  | 26  |
| 9  | 1. FC Tatran Prešov   | 22 | 6  | 7  | 9  | 26 | 34 | -8  | 25  |
| 10 | HFK Prievidza         | 22 | 7  | 4  | 11 | 20 | 36 | -16 | 25  |
| 11 | FC Chemlon Hummené    | 22 | 5  | 6  | 11 | 22 | 39 | -17 | 21  |
| 12 | MŠK Žilina            | 22 | 4  | 3  | 15 | 22 | 39 | -17 | 15  |

PJ = Partidos jugados; PG = Partidos ganados; PE = Partidos empatados; PP = Partidos perdidos; GF = Goles a favor; GC = Goles en contra; DG = Diferencia de gol; Pts = Puntos

## Grupo de campeonato
|   | Equipo                | PJ | PG | PE | PP | GF | GC | Pts |
| - | --------------------- | -- | -- | -- | -- | -- | -- | --- |
| 1 | Slovan Bratislava     | 32 | 21 | 9  | 2  | 63 | 25 | 72  |
| 2 | 1. FC Košice          | 32 | 15 | 7  | 10 | 54 | 42 | 52  |
| 3 | Inter Bratislava      | 32 | 14 | 8  | 10 | 47 | 45 | 50  |
| 4 | DAC Dunajská Streda   | 32 | 13 | 7  | 12 | 41 | 42 | 46  |
| 5 | Dukla Banská Bystrica | 32 | 12 | 8  | 12 | 53 | 44 | 44  |
| 6 | Spartak Trnava        | 32 | 12 | 8  | 12 | 43 | 35 | 44  |

PJ = Partidos jugados; PG = Partidos ganados; PE = Partidos empatados; PP = Partidos perdidos; GF = Goles a favor; GC = Goles en contra; DG = Diferencia de gol; Pts = Puntos
|  | Clasificado a la Copa de la UEFA 1995-96                                     |
|  | Clasificado a la Recopa de Europa 1995-96                                    |
|  | Clasificado a la Copa Intertoto de la UEFA 1995 y la Copa de la UEFA 1995-96 |

## Grupo de descenso
|   | Equipo              | PJ | PG | PE | PP | GF | GC | Pts |
| - | ------------------- | -- | -- | -- | -- | -- | -- | --- |
| 1 | BSC JAS Bardejov    | 32 | 12 | 7  | 13 | 46 | 46 | 43  |
| 2 | Lokomotíva Košice   | 32 | 13 | 3  | 16 | 55 | 60 | 42  |
| 3 | HFK Prievidza       | 32 | 12 | 6  | 14 | 35 | 50 | 42  |
| 4 | 1. FC Tatran Prešov | 32 | 9  | 10 | 13 | 42 | 49 | 37  |
| 5 | FC Chemlon Hummené  | 32 | 8  | 8  | 16 | 32 | 57 | 32  |
| 6 | MŠK Žilina          | 32 | 9  | 3  | 20 | 37 | 53 | 30  |

PJ = Partidos jugados; PG = Partidos ganados; PE = Partidos empatados; PP = Partidos perdidos; GF = Goles a favor; GC = Goles en contra; DG = Diferencia de gol; Pts = Puntos
|  | Descendido a la Primera Liga de Eslovaquia |

## Promoción por la permanencia
| Equipo 1      | Agr. | Equipo 2        | Ida | Vuelta |
| ------------- | ---- | --------------- | --- | ------ |
| Slovan Levice | 1–5  | Chemlon Hummené | 1–2 | 0–3    |